# Куць Олександр Іванович
Олександр Іванович Куць (нар.  30 серпня 1976, Козелець, Чернігівська область) — державний та військовий діяч України, генерал-майор Служби безпеки України. Голова Донецької обласної військово-цивільної адміністрації з 22 червня 2018 по 5 липня 2019 року. Обіймав посаду начальника Головного управління СБУ в Донецькій і Луганській областях (21.8.2017 — 22.6.2018), начальника Управління СБУ в Донецькій області (25 березня 2015 — 21 серпня 2017). З 19 липня 2022 року обіймає посаду начальника Управління СБУ в Харківській області.

## Життєпис
Народився 30 серпня 1976 року у м. Козелець, Чернігівській області. 1998 році закінчив Національний педагогічний університет ім. М. П. Драгоманова за спеціальністю «Всесвітня історія».
Червень 1999 — квітень 2000 року — строкова служба в Національній гвардії України.
2002—2015 — працював на оперативних та керівних посадах в Головних управліннях СБУ в м. Києві та Київській і Донецькій областях.
Станом на 2014 рік перебував на посаді заступника начальника Головного управління Служби безпеки України у м. Києві та Київській області.
З березня 2015 року — серпень 2017 року — начальник управління СБУ в Донецькій області.
Працюючи з березня 2015 р. начальником Донецького УСБУ, Куць очолив заходи, що було спрямовано на виявлення та викриття трьох зрадників у рядах Донецького УСБУ (в тому числі співробітника контррозвідки і шифрувальника), завербованих російською розвідкою  — ними виявилися Третяк Олександр Олександрович (син екс-начальника Луганського УСБУ), Нікіфоров Валерій Васильович, та Косяк Євген Леонідович (екс-заступник начальника слідчого відділу Донецького УСБУ). Ключову роль у цьому грав тогочасний заступник начальника Головного відділу контррозвідки Управління СБУ в Донецькій області Хараберюш Олександр Іванович.
21 серпня 2017 року начальником новоствореного об'єднаного Головного управління Служби безпеки України в Донецькій та Луганській областях було призначено Олександра Куця.
Іншим Указом Куця звільнено з посади начальника Управління Служби безпеки України в Донецькій області.
Окрім того, президентський Указ № 223/2017 передбачав, що у переліку посад військовослужбовців і працівників правоохоронних органів, мусять бути особи з генеральським званням, назва позиції «Начальник Головного управління Служби безпеки України в Автономній Республіці Крим, у м. Києві та Київській області» доповнена словами «в Донецькій та Луганській областях».
В рамках реорганізації структури СБУ в районах Донбасу, в апараті Головного управління Служби безпеки України в Донецькій та Луганській областях було передбачено одразу дві посади перших заступників начальника управління. Зокрема, у 2017—2018 роках був згаданий як перший заступник начальника Головного управління Служби безпеки України в Донецькій та Луганській областях — начальник 2-ого управління (з дислокацією в м. Маріуполь) полковник Карпенко Олександр Іванович, котрий 26 жовтня 2018 р. змінив Куця на посаді начальника ГУ СБУ. Також у 2017—2019 роках згаданий ще один перший заступник начальника Головного управління Служби безпеки України в Донецькій та Луганській областях — начальник 3-ого управління (з дислокацією в м. Луганськ) полковник Бондарук Олександр Миколайович, уродженець Хмельницького, який 1 липня 2019 року указом президента України В. Зеленського був призначений начальником начальником управління Служби безпеки України у Львівській області.
З З серпня 2017 року — начальник управління СБУ в Донецькій та Луганській областях.
14 жовтня 2016 року указом президента України П.Порошенка отримав звання генерал-майора.
21 серпня 2017 року Олександра Куця було призначено начальником новоствореного об'єднаного Головного управління Служби безпеки України в Донецькій та Луганській областях, а з посади начальника УСБУ в Донецькій області — звільнено. Окрім того, президентський Указ № 223/2017 передбачав, що у переліку посад військовослужбовців і працівників правоохоронних органів, мусять бути особи з генеральським званням, назва позиції «Начальник Головного управління Служби безпеки України в Автономній Республіці Крим, у м. Києві та Київській області» доповнена словами «в Донецькій та Луганській областях».
З 22 червня 2018 року по 5 липня 2019 року очолював Донецьку обласну військово-цивільну адміністрацію.
19 липня 2022 року Олександр Куць був призначений начальником Управління Служби безпеки України в Харківській області.

## Нагороди та відзнаки
- У 2014 році нагороджений Почесною грамотою Київської обласної державної адміністрації.[4]
- Орден «За заслуги» III ступеня (2019)[12]